# Schmalensee (Mittenwald)
Schmalensee là một hồ ở Mittenwald. Nó rộng khoảng 7 mẫu tây và chỗ sâu nhất chỉ có 2,5 m. Đây là một hồ tư chứa rất nhiều loại cá.
Hồ nằm gần con đường từ Mittenwald đi tới Klais cạnh Buckelwiesen.